# Stanisław Trojanowski (wiceminister)

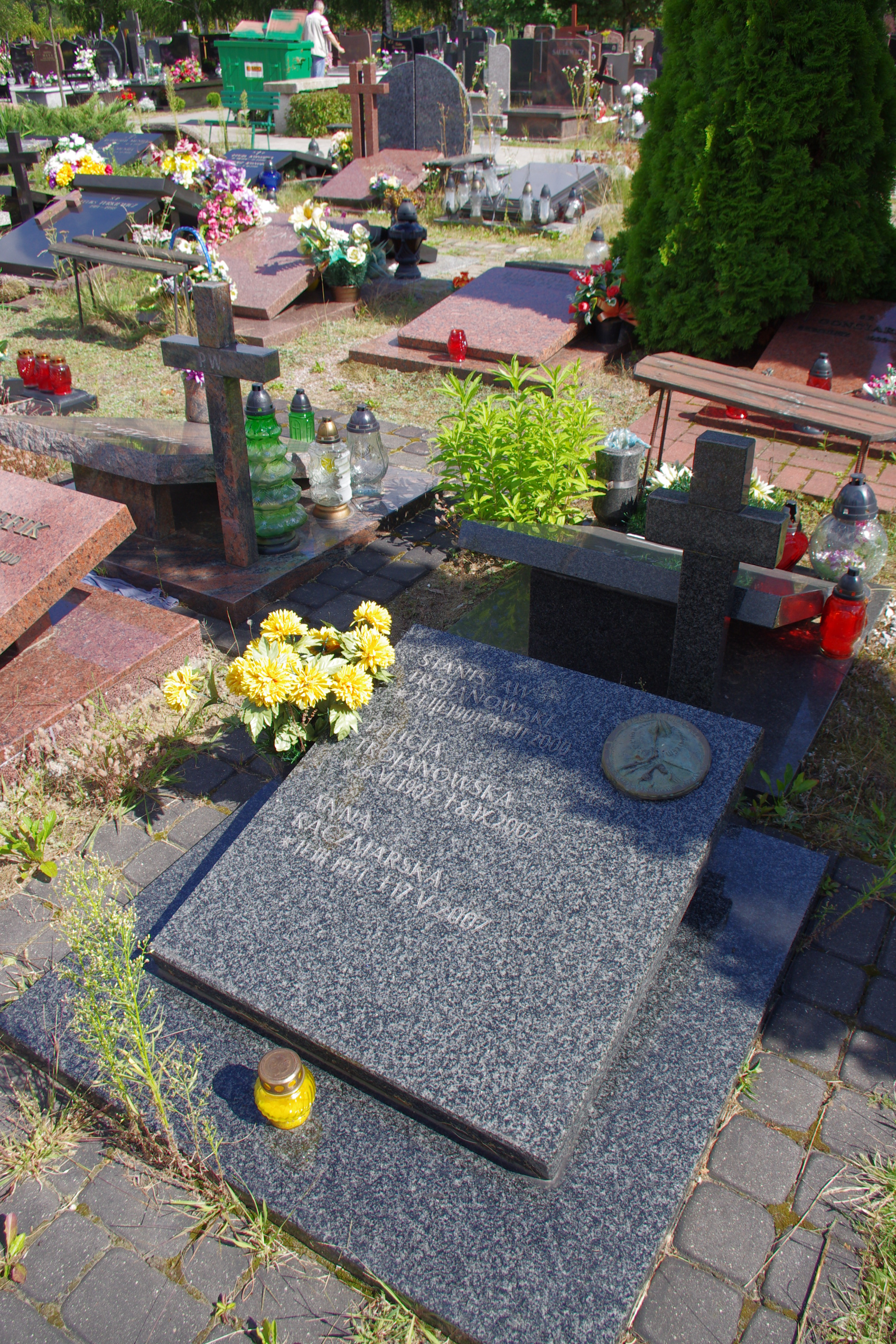
Nagrobek Stanisława Trojanowskiego, Felicji Trojanowskiej i Anny Trojanowskiej-Kaczmarskiej

Stanisław Trojanowski (ur. 21 marca 1901 w Warszawie, zm. 5 lutego 2000) – polski działacz partyjny i państwowy, nauczyciel, podsekretarz stanu w Ministerstwie Oświaty (1946–1947).

## Życiorys
Syn Piotra i Katarzyny. Pochodził z ubogiej rodziny proletariackiej o korzeniach tatarskich. Zdobył wykształcenie wyższe, pracował jako nauczyciel. Przed wojną działał w środowiskach komunistycznych. W okresie okupacji pomagał żonie w ukrywaniu żydowskich dzieci jako aryjskich w szkołach, przechowywał też w szkole część archiwum Żydowskiego Komitetu Narodowego. Od 1942 należał do Polskiej Partii Robotniczej, w 1948 przekształconej w Polską Zjednoczoną Partię Robotniczą. Od 12 września 1946 do 13 marca 1947 podsekretarz stanu w Ministerstwie Oświaty, następnie do stycznia 1947 zastępca kierownika Wydziału Kultury i Oświaty w Komitecie Centralnym Polskiej Partii Robotniczej. Później pracował w polskiej ambasadzie w Kambodży (być może jako ambasador). W 1981 złożył legitymację partyjną.
Został pochowany na Cmentarzu Komunalnym Północnym w Warszawie.

## Życie prywatne
Był żonaty z Felicją z domu Szlachtaub, polską Żydówką, nauczycielką (większość członków jej rodziny zginęła w trakcie II wojny światowej). Ich córką była Anna Trojanowska-Kaczmarska, matka Jacka Kaczmarskiego.